# Сергиенко, Иван Васильевич (учёный)
Иван Васильевич Сергиенко (укр. Іван Васильович Сергієнко; род. 13 августа 1936, с. Белоцерковцы, Полтавская область) — советский и украинский учёный в области информатики, вычислительной математики, системного анализа и математического моделирования. Академик НАН Украины (1988), профессор (1972), доктор физико-математических наук (1972).

## Биография
Родился 13 августа 1936 года в селе Белоцерковцы Харьковской области (ныне Полтавской области). В 1959 окончил механико-математический факультет Киевского государственного университета имени Т. Г. Шевченко по специальности «вычислительная математика».
В 1964 году защитил кандидатскую, а в 1972 — докторскую диссертации, специализация — теоретические основы математики и кибернетики. В том же году Иван Васильевич стал профессором кафедры вычислительной математики Киевского государственного университета, а впоследствии — заведующим её филиала в Институте кибернетики.
В 1978 году стал членом-корреспондентом Академии наук Украинской ССР, а с 1988 года — академик АН УССР по специальности «вычислительная математика». С 1995 по 2009 — академик-секретарь отделения информатики и член Президиума НАН Украины. С 2009 является советником Президиума.
Научными руководителями И. В. Сергиенко были В. М. Глушков, А. А. Дородницин, В. С. Михалевич и Е. Л. Ющенко.
С 1995 по 2008 год руководил кафедрой теоретической кибернетики и методов оптимального управления МФТИ, с 2008 года возглавляет эту кафедру в составе Физико-технического учебно-научного центра НАН Украины. С 2002 года — заведующий филиалом кафедры автоматизированных систем обработки информации и управления Национального технического университета Украины «Киевский политехнический институт». Эти кафедры работают как базовые непосредственно в Институте кибернетики.
С 1982 по 1994 — заместитель директора, а с 1995 года — директор Института кибернетики имени В. М. Глушкова НАН Украины и генеральный директор Кибернетического центра.

## Научные интересы и достижения
Сергиенко занимается созданием и исследованием моделей и методов математической (в частности дискретной) оптимизации, решением актуальных проблем вычислительной и прикладной математики, разработкой теории программирования и созданием связанных с нею компьютерных интеллектуальных технологий для решения задач, в частности трансвычислительной сложности, автоматизацией процессов обработки и анализа данных математическими методами, созданием теории алгоритмов и вычислений, в том числе и параллельных.
Автор более 700 научных работ (в том числе 40 монографий), подготовил 22 доктора и 60 кандидатов наук.
Под научным руководством И. В. Сергиенко в 2004—2005 годах в Институте кибернетики разработано семейство суперкомпьютеров СКИТ.
И. В. Сергиенко — президент Украинской федерации информатики (УФИ) и председатель Национального комитета Украины по информатике. Почётный академик Академии наук высшей школы Украины.
Председатель научных советов НАН Украины «Интеллектуальные информационные технологии» и «Кибернетика», главный редактор международного научного журнала «Кибернетика и системный анализ» и журнала «Компьютерная математика».
И. В. Сергиенко — член ряда международных организаций, координирующих деятельность в области информатики в различных странах мира. Член Американского математического общества, иностранный член Российской академии наук. 8 марта 2022 года подал заявление о выходе из состава иностранных членов РАН.
Почётный профессор Московского физико-технического института, Тернопольского национального технического университета, имеет степень почётного доктора Киевского национального университета имени Т. Шевченко, Национального университета «Киево-Могилянская академия», Днепропетровского национального университета, Запорожского национального технического университета, Волынского национального университета им. Леси Украинки, Ужгородского национального университета, Харьковского национального университета радиоэлектроники и Украинской инженерно-педагогической академии.

## Из библиографии
- Автоматизированные системы обработки данных / И. В. Сергиенко, И. Н. Парасюк, Н. И. Тукалевская ; АН УССР, Ин-т кибернетики. — Киев : Наук. думка, 1976. — 255 с.
- Приближённые методы решения дискретных задач оптимизации / И. В. Сергиенко. — Киев : Наук. думка, 1980. — 275 с. : ил.
- Модели и методы решения на ЭВМ комбинаторных задач оптимизации / И. В. Сергиенко, М. Ф. Каспшицкая. — Киев : Наук. думка, 1981. — 287 с. : граф.
- Математические модели и методы решения задач дискретной оптимизации / И. В. Сергиенко. — Киев : Наук. думка, 1985. — 381 с. : ил.
- Математическое моделирование и исследование процессов в неоднородных средах / И. В. Сергиенко, В. В. Скопецкий, В. С. Дейнека; АН УССР, Ин-т кибернетики им. В. М. Глушкова. — Киев : Наук. думка, 1991. — 431,[1] с. : ил.
- Задачи дискретной оптимизации : проблемы, методы решения, исслед. : [монография] / И. В. Сергиенко, В. П. Шило; Нац. акад. наук Украины, Ин-т кибернетики им. В. М. Глушкова. — Киев : Наукова думка, 2003. — 258,[3] с. : ил., табл.;

### Учебные пособия
- Математические машины и программирование : [Учеб. пособие для втузов УССР] / Г. Г. Любченко, И. В. Сергиенко. — Киев : Изд-во Киев. ун-та, 1963 [вып. дан. 1964]. — 219 с., 1 л табл. : ил.

## Награды и премии
- Полный кавалер ордена «За заслуги» (І — 2007[6], ІІ — 1998[7], ІІІ — 1996[8] (Почётный знак отличия Президента Украины)).
- Заслуженный деятель науки и техники Украины (1991)[9].
- Орден Дружбы народов
- Четырежды лауреат Государственной премии Украины в области науки и техники (1972, 1993, 1999 и 2005).
- Лауреат Государственной премии СССР (1981).
- Лауреат Премии Совета Министров СССР (1982).
- Четыре премии НАН Украины: имени В. М. Глушкова (1986), имени С. А. Лебедева (1997), имени В. С. Михалевича (2002) и имени А. А. Дородницина (2007).
- Почётный знак отличия Президиума Верховной Рады Украины (1986 и 2004) и Кабинета министров Украины (2000).